# Al-Arabi SC (Arabia Saudita)
El Al-Arabi Sports Club, o simplemente Al-Arabi, (en árabe: نادي العربي) es un club de fútbol saudí con sede en Unaizah, región de Casim. Fundado en 1958, actualmente participa en la Primera División Saudí, la segunda liga de fútbol más importante del país.

## Historia

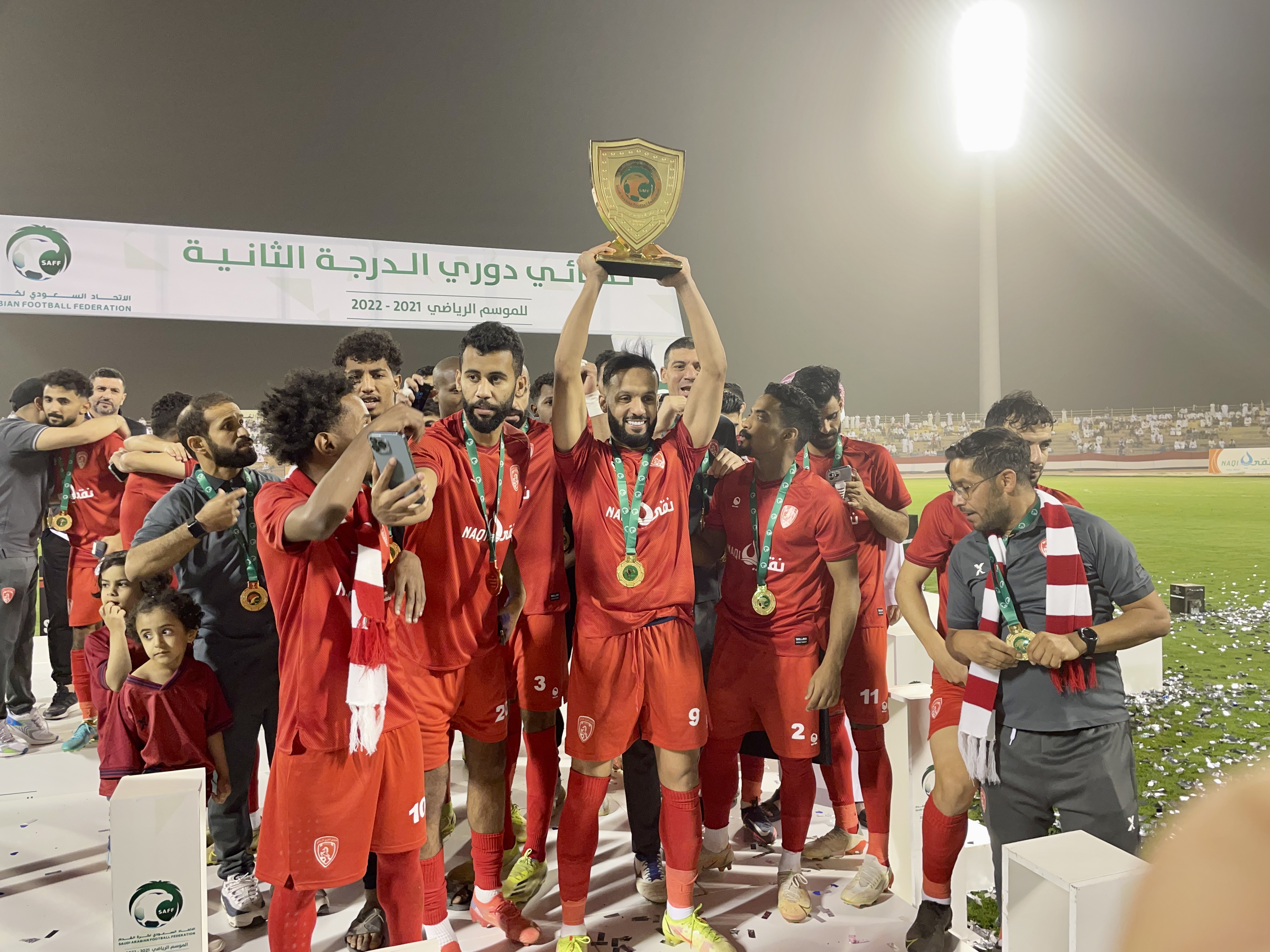
Jugadores del Al-Arabi SC celebrando el título de la temporada 2021-22 de la Segunda División Saudí.

El Al-Arabi Sports Club fue fundado en Unaizah en 1958 por un grupo de jóvenes residentes en la ciudad. Inicialmente, el club operó de manera no oficial como un club amateur hasta el año 1967, cuando fue debidamente registrado.
El debut del Al-Arabi en la Primera División Saudí ocurrió en la temporada 1986-87. No obstante, fueron necesarias cuatro temporadas hasta que lograron proclamarse campeones de esa división en la temporada 1989-90, ascendiendo así a la Liga Profesional Saudí. Después de una temporada en la máxima categoría, el club descendió nuevamente, permaneciendo en esa liga durante cuatro años. En la temporada 1994-95, Al-Arabi descendió a la Segunda División Saudí y, a pesar de intentar regresar a la segunda categoría en la temporada 1995-96, perdió en la final de clasificación celebrada en Al-Hasa.
Las temporadas 1996-97 y 1997-98 vieron al club compitiendo en la Segunda División Saudí, pero descendieron a la tercera división en la temporada 1998-99. Mantuvieron su participación en la tercera división hasta lograr la clasificación en la temporada 2001-02, en el crucial partido de clasificación celebrado en Najran, asegurando así su ascenso. El equipo compitió en la segunda división desde la temporada 2002-03 hasta la temporada 2004-05, cuando nuevamente descendió a la tercera división. Al-Arabi regresó a la Segunda División Saudí en la temporada 2008-09, asegurando el segundo lugar en la clasificación final celebrada en Dammam.
En la temporada 2021-22, el Al-Arabi se coronó campeón de la Segunda División Saudí, garantizando su ascenso a la Primera División Saudí. Desde la temporada 2022-23, el equipo compite en esta división de élite del fútbol saudita.

## Estadio

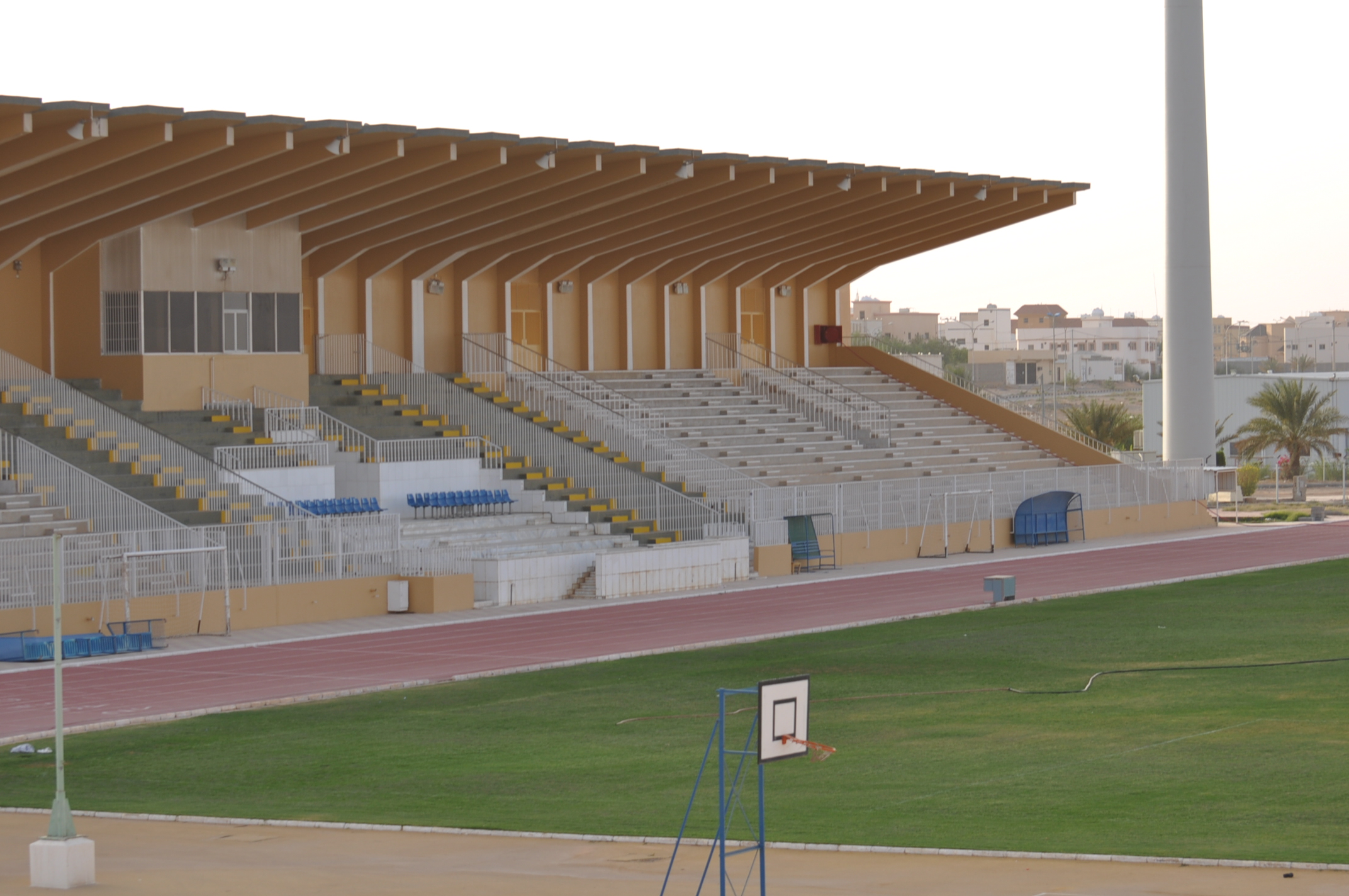
Vista del estadio donde juega sus partidos de local el Al-Arabi SC.

Al-Arabi juega actualmente todos sus partidos en casa en el Estadio del Departamento de Educación.

## Entrenadores
- Akram Ahmad Salman (1989-1992)
- Mohammed Al-Abed (2010)
- Wardi Murad (2010-2011)
- Alia Masood (2011-2018)
- Nasser Nefzi (2018-2020)
- Moncef Mcharek (2021-2022)
- Mohamed Kouki (2022-2023)
- Khalil Al-Masri (2023)
- Zdravko Logarusic (2023)
- Alen Horvat (2023-2024)
- Aleksandar Ilić (2024-)

## Palmarés

### Torneos nacionales
| Competición nacional         | Títulos          | Subcampeonatos |
| ---------------------------- | ---------------- | -------------- |
| Primera División Saudí (0/1) |                  | 1989-90        |
| Segunda División Saudí (2/0) | 1986-87, 2021-22 |                |
| Tercera Divisón Saudí (1/0)  | 2001-02          |                |